# Айла Філліпс
Айла Елізабет Філліпс (англ. Isla Elizabeth Phillips; народилася 29 березня 2012 року) — член  британської королівської сім'ї, молодша дочка  Пітера Філліпса і Отем Келлі, внучка принцеси Анни і правнучка королеви  Єлизавети II.

## Біографія
Айла Елізабет Філліпс народилася 29 березня 2012 року в Глостерському Королівському госпіталі. Її батьки, до того жили в Гонконзі, спеціально переїхали на час до Англії, щоб їхня дочка з'явилася на світ саме там. Айла Елізабет стала другою правнучкою королеви Єлизавети. Айла Елізабет була хрещена 23 серпня 2012 року в Авенінзі в Глостерширі.
На даний момент Айла Елізабет посідає шістнадцяте місце в  лінії успадкування британського престолу.